# Дедюхин, Александр Романович
Александр Романович Дедюхин (род. 14 февраля 1994, Сретенск, Читинская область) — российский биатлонист, призёр чемпионата России, двукратный чемпион мира по биатлону среди юниоров. Мастер спорта России.

## Биография
Выступает за Красноярский край и Академию биатлона.

### Юниорская карьера
На чемпионате мира среди юниоров 2012 года в Контиолахти выступал среди 19-летних спортсменов, занял седьмое место в эстафете, 10-е — в индивидуальной гонке, 43-е — в спринте и 25-е — в гонке преследования. Спустя год, на чемпионате мира в Обертиллиахе был четвёртым в эстафете, 12-м — в спринте, шестым — в гонке преследования и 22-м — в индивидуальной гонке.
В 2014 году принимал участие в чемпионате Европы среди юниоров в Нове-Место, стартовал только в индивидуальной гонке, где занял 26-е место.
На юниорском чемпионате мира 2015 года в Раубичах выступал среди 21-летних спортсменов, стал чемпионом в спринте и в эстафете (вместе с Эдуардом Латыповым, Виктором Третьяковым и Александром Поварницыным), серебряным призёром в индивидуальной гонке и пятым — в гонке преследования. В том же году на юниорском чемпионате Европы в Отепя стал бронзовым призёром в спринте, занял шестое место в пасьюте и 16-е — в индивидуальной гонке.
Становился победителем первенства России среди юниоров.
В 2017 году участвовал в зимней Универсиаде в Казахстане, стал 11-м в индивидуальной гонке и седьмым — в масс-старте.

### Взрослая карьера
На чемпионате России 2016 года стал серебряным призёром в гонке патрулей и командной гонке.
9 марта 2019 года Александр Дедюхин завоевал золото в сингл-миксте на Универсиаде в Красноярске.